# 下狛駅
下狛駅（しもこまえき）は、京都府相楽郡精華町大字下狛小字下新庄にある、西日本旅客鉄道（JR西日本）片町線（学研都市線）の駅である。駅番号はJR-H21。

## 歴史
- 1952年（昭和27年）12月1日：日本国有鉄道片町線の祝園駅 - 田辺駅（現在の京田辺駅）間に新設開業（隣の上田辺駅、現在のJR三山木駅も同日開業）[2]。
- 1987年（昭和62年）4月1日：国鉄分割民営化により、西日本旅客鉄道（JR西日本）の駅となる[2]。
- 1988年（昭和63年）3月13日：路線愛称の制定により、「学研都市線」の愛称を使用開始[3]。
- 1999年（平成10年）3月9日：自動改札機を設置し、供用開始[4]。
- 2003年（平成15年）11月1日：ICカード「ICOCA」の利用が可能となる[3]。
- 2010年（平成22年）3月13日：7両編成での運転を開始。これに伴いホームを7両編成対応に延長[3]。
- 2018年（平成30年）3月17日：駅ナンバリングが導入され、使用を開始[要出典]。

## 駅構造

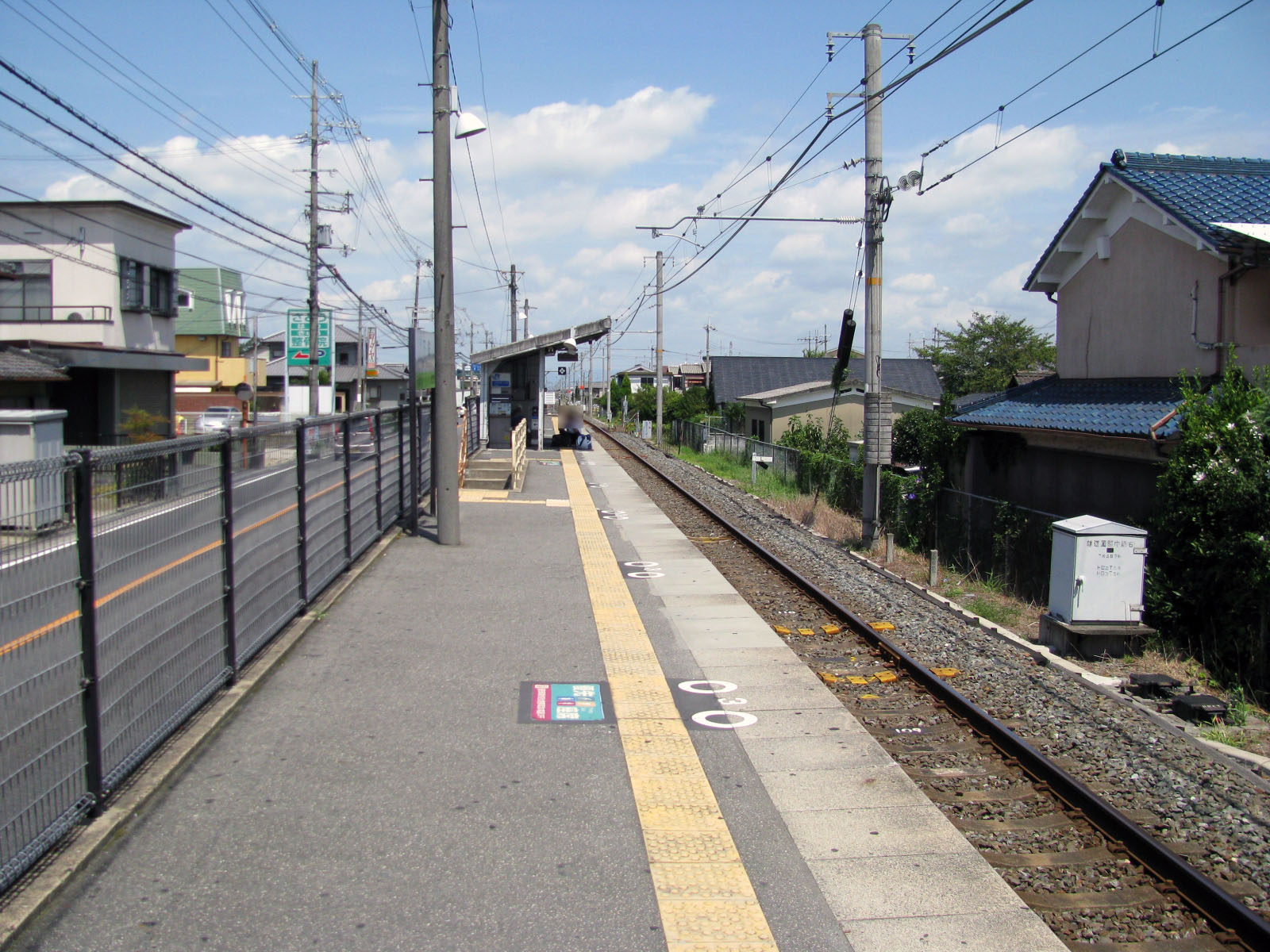
ホーム（2008年8月）

京橋方面に向かって左側に単式ホーム1面1線を持つ地上駅。このため、木津方面行きと四条畷・京橋方面行きの双方向が同一ホームに停車する。ホームの長さは4両分のみであったが、2010年（平成22年）3月13日からは木津駅 - 京田辺駅間でも7両編成が乗り入れ、木津方にホームを延長した。
四条畷駅管理の無人駅で駅舎はなく、ホーム南端に屋根が設けられている。この屋根もホーム延長に伴い一旦取り壊し、延伸部の南端に新築した。ホーム中程にも階段があり、出入場できる。
ICOCA利用可能駅（相互利用可能ICカードはICOCAの項を参照）で、自動券売機および簡易式の自動改札機を設置している。なお、当駅にはトイレは設けられていない。

## 利用状況
JR西日本の移動等円滑化取組報告書によれば、2023年度の1日当たりの利用者数は968人。「京都府統計書」によると、1日平均乗車人員は以下の通り。
| 年度   | 一日平均 乗車人員 |
| ------ | ----------------- |
| 1999年 | 600               |
| 2000年 | 641               |
| 2001年 | 595               |
| 2002年 | 556               |
| 2003年 | 515               |
| 2004年 | 534               |
| 2005年 | 537               |
| 2006年 | 545               |
| 2007年 | 512               |
| 2008年 | 507               |
| 2009年 | 493               |
| 2010年 | 496               |
| 2011年 | 445               |
| 2012年 | 430               |
| 2013年 | 419               |
| 2014年 | 422               |
| 2015年 | 407               |
| 2016年 | 397               |
| 2017年 | 414               |
| 2018年 | 422               |
| 2019年 | 456               |
| 2020年 | 403               |
| 2021年 | 466               |
| 2022年 | 485               |

## 駅周辺
- 狛田駅 - 近鉄京都線
- 京都廣学館高等学校
- 下狛郵便局
- 京都府道22号八幡木津線
- 京都府立大学精華キャンパス

### バス路線
- 精華くるりんバス - 狛田・下狛駅停留所
  - 北ルート：祝園駅西口 ※1日6本の運行。年末年始（12月29日 - 翌年1月3日）は運休
- 奈良交通 - 下狛停留所
  - 73：JR三山木駅 ※同志社大学開校日の土曜日1本のみ運行

## 隣の駅
西日本旅客鉄道（JR西日本）
 学研都市線（片町線）
■快速・■区間快速・■普通
祝園駅 (JR-H20) - 下狛駅 (JR-H21) - JR三山木駅 (JR-H22)